# جان نول
جان نول (انگلیسی: John Knoll؛ زادهٔ ۶ سپتامبر ۱۹۶۲) یک برنامه‌نویس، و طراح جلوه‌های ویژه سینمای اهل ایالات متحده آمریکا است.
وی به عنوان سرپرست جلوه‌های بصری در مقدمه ای از جنگ ستارگان و نسخه‌های ویژهٔ سه گانهٔ اصلی ۱۹۹۷ کار کرده‌است. او همچنین به عنوان سرپرست اثرات بصری ILM برای نسل پیاده‌روی ستاره و پیاده‌روی ستاره: تماس اول، و همچنین در سری دزدان دریایی کارائیب کار کرده‌است؛ و همراه با هال هیکل، چارلز گیبسون و آلن هال، نولل در کار سه بعدی در دزدان دریایی کارائیب: قفسه سینه مردگان آنها جایزه اسکار برای بهترین جلوه‌های بصری را به دست آورده‌است. وی برادر کوچکتر توماس نول می‌باشد.